# Odontopodisma rammei
Odontopodisma rammei är en insektsart som beskrevs av Carl Otto Harz 1973. Odontopodisma rammei ingår i släktet Odontopodisma och familjen gräshoppor. Inga underarter finns listade i Catalogue of Life.